# Georges Miez
Georges Miez (Töss, Suiza, 2 de octubre de 1904-Savosa, Suiza, 17 de abril de 1999) fue un gimnasta artístico suizo, uno de los mejores gimnastas del periodo de entreguerras y el mejor de la historia de Suiza.

## Carrera deportiva
La primera competición importante en la que participó fueron los JJ. OO. de París 1924 en la que logró el bronce en el concurso por equipos, quedando los suizos situados en el podio tras los italianos y franceses.
Cuatro años después, compitió en las Olimpiadas de Ámsterdam 1928 en las que ganó cuatro medallas: oro en barra fija, equipo y la general individual, y plata en caballo con arcos, tras su compatriota el suizo Hermann Hänggi y delante del finlandés Heikki Savolainen.
En los siguientes JJ. OO., los de Los Ángeles 1932, logró la plata en suelo, tras el húngaro István Pelle y por delante del italiano Mario Lertora.
En el Mundial de Budapest 1934 ganó oro en suelo y en equipo, y plata en barra horizontal.
Por último, poniendo fin a esta exitosa carrera deportiva, en los JJ. OO. de Berlín 1936 ganó la medalla de oro y suelo, y la plata en el concurso por equipos, tras Alemania y por delante de Finlandia, y siendo sus compañeros de equipo: Albert Bachmann, Walter Beck, Eugen Mack, Walter Bach, Michael Reusch, Eduard Steinemann y Josef Walter.